# Scatopsciara nigrita
Scatopsciara nigrita är en tvåvingeart som beskrevs av Hardy 1956. Scatopsciara nigrita ingår i släktet Scatopsciara och familjen sorgmyggor. Inga underarter finns listade i Catalogue of Life.